# Demetrio Sonza
Demetrio Sonza (Santa Barbara, 3 maart 1934 – 22 januari 2024) was een Filipijns historisch schrijver en politicus. Sonza stond bekend om zijn boeken over de geschiedenis en het erfgoed van Iloilo. Sonza was ook vicegouverneur van Iloilo van 1995 tot 2001. 

## Biografie
Demetrio Sonza werd geboren 3 maart 1934 in Santa Barbara in de Filipijnse provincie Iloilo. Na het voltooien van de middelbare school in Santa Barbara studeerde Sonza aan de Central Philippine University (CPU). Sonza begon al op de middelbare school met het schrijven voor Hiligaynon en de Philippines Free Press. Tijdens zijn studie aan CPU publiceerde Sonza zijn eerste boek. Na zijn studie werkte hij ook voor zijn alma mater bij publicaties en communicatie.
Sonza stond bekend om zijn werk over de geschiedenis en het erfgoed van de provincie Iloilo. Hij schreef diverse boeken waaronder 'Visayan Fighters for Freedom' (1962), 'The Bisayas of Borneo and the Philippines: A New Look at the Maragtas'  (1971) en 'Sugar is Sweet - The Story of Nicholas Loney' (1975), 'Two Most Highly Decorated Filipino Soldiers in World War II: Jose C. Calugas and Ramon S. Subejano of Iloilo' (2017). Zijn meeste bekende werk is echter' Mightier than the Sword: Biography of Graciano Lopez Jaena, the Demosthenes of the Philippines' (1964); een biografie of de Ilocano revolutionair Graciano Lopez Jaena.
Sonza was jarenlang actief in de lokale politiek in Iloilo. Van 1988 tot 1995 was Sonza gekozen lid in de provinciale raad van Iloilo. Bij de verkiezingen van 1995 werd Sonza gekozen tot vicegouverneur van de provincie Iloilo. Drie jaar later werd hij herkozen waarmee hij uiteindelijk 6 jaar lang diende in deze functie. Later was hij van 2010 tot 2019 opnieuw lid van de provincieraad van Iloilo.
Sonza was getrouwd met Gloria Jayaon en samen kregen ze een kind. Hij overleed in 2024 op 89-jarige leeftijd.